# Arthur Scargill
Arthur Scargill (Barnsley, 11 gennaio 1938) è un sindacalista e politico britannico.

## Biografia
Ha guidato l'Unione Nazionale dei Minatori (NUM) dal 1981 al 2000 e fu il leader degli scioperi del 1984-1985, uno degli eventi chiave della storia sindacale e politica del Regno Unito.
Ha abbandonato il Partito Laburista in disaccordo con il percorso di revisione che ha portato al cosiddetto New Labour, ed ha fondato il Partito Laburista Socialista, di cui è tuttora alla guida.